# Радничко насеље Мајдан (Вареш)
Радничко насеље Мајдан је историјско насеље у општини Вареш, Босна и Херцеговина, формирано крајем 19.  вијека у склопу развоја рударске индустрије у том региону. Налази се у близини некадашњег рудника жељезне руде у Аустроугарској. 

## Кратак историјат
Насеље је формирано ради смјештаја радника који су били запослени у руднику и пратећим погонима. Објекти су грађени у типичном индустријском стилу тога доба, прилагођени условима планинског подручја. Временом је насеље добило урбанистичку цјелину са елементима социјалне инфраструктуре као што су школа, домови, продавнице и други јавни објекти. Једно је од ријетких насеља у БиХ која су пројектована у духу модерне, у периоду између два свјетска рата. Преглед терена Вареш Мајдан изграђен је након Другог свјетског рата према урбанистичком пројекту архитекте Јураја Најдхартта из периода 1939/1940.

## Културно-историјски значај
Радничко насеље Мајдан представља значајан примјер индустријске баштине у Босни и Херцеговини и свједочанство је о социјалним и економским приликама радничке класе у том периоду. Одређени објекти у оквиру насеља налазе се под заштитом као потенцијални национални споменици културе.